# Mastaing
Mastaing és un municipi francès, situat a la regió dels Alts de França, al departament del Nord. L'any 2006 tenia 910 habitants. Limita al nord amb Abscon, a l'est amb Rœulx, al sud amb Bouchain, al sud-oest amb Marquette-en-Ostrevant i al nord-oest amb Émerchicourt.

## Demografia
| 1962                                       | 1968 | 1975 | 1982 | 1990 | 1999 | 2006 |
| ------------------------------------------ | ---- | ---- | ---- | ---- | ---- | ---- |
| 779                                        | 871  | 809  | 798  | 825  | 878  | 910  |
| Des de 1962: població sense dobles comptes |      |      |      |      |      |      |

## Administració
| Període | Identitat        | Partit |
| ------- | ---------------- | ------ |
| 2001-   | Jean-Marie Huart |        |